# Paavo Nurmi
Paavo Nurmi (Turku, 1897. június 13. – Helsinki, 1973. október 2.) finn „csodafutó”. Az 1920-as években a világ legjobb közép- és hosszútávfutója volt, sok világrekordot állított be a legkülönbözőbb távokon, 1500 m-től 20 km-ig. A „futók királyának” és a „repülő finn”-nek is elnevezett Nurmit minden idők legnagyobb olimpikonjának és atlétájának is tartják.

## Családja és ifjúkora
Szülei Johan Fredrik Nurmi ács és Matilda Wilhelmiina Laine voltak. Nurmi testvérei, Siiri, Saara, Martti és Lahja 1898-ban, 1902-ben, 1905-ben illetve 1908-ban születtek. 1903-ban a Nurmi család Raunistulából egy 40 négyzetméteres lakásba költözött Turku központjában, ahol Paavo Nurmi 1932-ig lakott. A fiatal Nurmira és barátaira Alfred Shrubb angol hosszútávfutó gyakorolt hatást. Rendszeresen hat kilométert futottak vagy gyalogoltak, hogy Ruissalóban ússzanak, néha naponta kétszer is. Tizenegy éves korában Nurmi eredménye 1500 méteren 5:02 volt. Nurmi apja 1910-ben hunyt el, a következő évben pedig Lahja nevű nővére. A család nehéz anyagi helyzetben volt, a konyhájukat bérbe adták egy másik családnak, és maguk egyetlen szobában éltek. Nurmi tehetséges diák volt, de elhagyta az iskolát, hogy kifutófiúként egy pékségben dolgozzon. Noha az aktív futást elhagyta, bőven volt része edzésben, ahogy a nehéz kocsikat tolta felfelé Turku lejtős utcáin. Utóbb ennek tulajdonította hát- és lábizmai megerősödését.
15 évesen Nurmi újból elkezdett érdeklődni az atlétika iránt Hannes Kolehmainen hatására, akinek az 1912. évi nyári olimpiai játékokon nyújtott teljesítménye alapján Finnország felkerült a sport világtérképére. Pár nappal később megvette első pár tornacipőjét. Nurmi nyáron elsősorban terepfutással, télen terepsízéssel edzett. 1914-ben Nurmi a Turun Urheiluliitto sportklub tagja lett, és megnyerte első versenyét 3000 méteren. Két évvel később edzésprogramját kiegészítette sétával, sprinttel és tornagyakorlatokkal. Továbbra is gondoskodott családjáról; új állásában, az Ab. H. Ahlberg & Co turkui műhelyében 1919. áprilisig dolgozott, amikor megkezdte katonai szolgálatát egy géppuskás alakulatnál. 1918-ban a finn polgárháború alatt Nurmi politikailag passzív maradt, és munkájára és olimpiai ambícióira koncentrált. A háború után nem csatlakozott az újonnan alapított Finn Munkások Sportszövetségéhez, hanem cikkekben kritizálta a szövetség vezetését a több munkatársát és atlétát ért diszkrimináció miatt.

## Olimpiai pályafutása

### 1920, Antwerpen – 1924, Párizs
A hazájában addig ismeretlen Nurmi elsőként az 1920. évi nyári olimpiai játékokon szerepelt a finn csapatban. Első napján 1920. augusztus 17-én 5000 méteres távon állt rajthoz. Gyors kezdéssel igyekezett a többi futót rögtön az első szakaszban lerázni, de a francia Joseph Guillemot végig bírta az iramot, és a hajrában győzött. Ezt a vereséget Nurmi élete legkeserűbb vereségeként könyvelte el. Ez volt az egyedüli alkalom, hogy Nurmi nem finn futóval szemben maradt alul az olimpiai játékokon. Két nappal később aztán a 10 000 méteres távon Nurmi jobb taktikával legyőzte Guillemot-t, és megszerezte élete első olimpiai aranyérmét 31:45,8-as időeredménnyel. Ismét két nap múlva a 8 kilométeres terepfutás került sorra, amikor a kezdettől fogva vezető Guillemot 6 kilométer után kifáradva kiállt, majd a végső küzdelemben Nurmi 0,6 másodperc előnnyel nyert a svéd Erik Backman előtt. A terepfutásban a Paavo Nurmi, Heikki Liimatainen és Teodor Koskenniemi összetételű finn csapat legyőzte a brit és svéd csapatokat. Nurmi sikere a család számára azt jelentette, hogy a lakásukban lett villamos áram és folyóvíz. Az olimpia után Nurmi Helsinkibe költözött, ahol ösztöndíjjal elvégezte a Teollisuuskoulu ipari iskolát.
A Guillemot-tól elszenvedett vereség arra serkentette Nurmit, hogy versenyein kísérleteket végezzen, amelyeket azután aprólékosan kielemezett. Nurmi, akit korábban arról ismertek, hogy az első néhány körben szédületes iramot diktál, elkezdett stopperórát hordani, és az erőfeszítéseit sokkal egyenletesebben osztotta el az egész távon. Olyan szintre akarta tökéletesíteni akarta a technikáját és taktikáját, hogy a versenytársak erőfeszítéseit értelmetlenné tegye. 1921. június 20-án Stockholmban megkísérelte az 5000 méteres világrekordot megdönteni, de a rossz körülmények miatt meghiúsult a próba. Június 22-én, két nap múlva 10 000 méteren ugyanez a kísérlet sikerült (30:40,2). 1922-ben Nurmi folytatta a megkezdett rekordvadászatot. Elsőként szeptember 4-én új 2000 méteres világrekordot állított fel. Hannes Kolehmainen 5000 méteren Stockholmban 1912-ben felállított eredményét (14:36,6) lehetetlennek tartották megdönteni. Nurmi önmagának felállított célja pontos beosztással 14:35 volt. Először szeptember 10-én próbálkozott, de a zuhogó esőben futva az eredmény csak a világ 3. legjobb ideje lett. Ismét két nap kellett a fordulathoz. A jó időben futott 5000 méteres táv időeredménye 14:35,3, új világrekord.
Egy évvel később Nurmi új rekordot állított fel 1500 méteren és egy mérföldön. Az a teljesítménye, hogy egyidejűleg tartotta az egy mérföld, 5000 méter és 10 000 méter világcsúcsát, sem előtte, sem utána nem sikerült senkinek. Nurmi kipróbálta sebességét 800 méteren is, és új országos csúccsal nyerte a finn bajnokságot. 1923-ban Nurmi mérnöki diplomát szerzett és hazatért, hogy felkészüljön a következő olimpiai játékokra.
Nurmi részvételét az 1924. évi nyári olimpiai játékokon egy térdsérülés veszélyeztette, amit az év tavaszán szenvedett el, felgyógyult, és folytatta a napi kétszeri edzéseket. Június 19-én Nurmi kipróbálta az olimpiai időbeosztást a helsinki Eläintarha Stadionban azzal, hogy az 1500 méteres és 5000 méteres távot egy óra leforgása alatt teljesítette, és mindkét számban világcsúcsot döntött. A párizsi olimpiai játékokon az 1500 méteres futás döntőjében az első 800 méteren közel 3 másodperccel gyorsabban futott. Egyedüli kihívója, az amerikai Ray Watson az utolsó kör előtt feladta, így Nurmi lassíthatott, és így is nyert Willy Schärer, H. B. Stallard és Douglas Lowe előtt, három másodpercet javítva az olimpiai csúcson. Az 5000 méteres futás döntője kevesebb mint két óra múlva kezdődött, és Nurmit kemény kihívás elé állította honfitársa, Ville Ritola, aki már megnyerte a 3000 méteres akadályfutást és a 10 000 méteres síkfutást. Ritola és Edvin Wide úgy gondolták, hogy Nurmi fáradt, és megpróbálták kifullasztani azzal, hogy világcsúcs-ütemben futottak. Észrevéve, hogy nem az idő, hanem két vetélytársa ellen kell küzdenie, Nurmi a fűre dobta stopperóráját. A finnek utóbb lehagyták a svédet, és egymással folytatták a küzdelmet. A célegyenesben Ritola kívülről sprintelt, de Nurmi gyorsított az ütemen, és egy méterrel megelőzte riválisát.
Az egyéni mezei terepfutás (10650 m) napján 45 °C-os hőség volt, ami miatt a 38-ból 15 versenyző feladta a futamot. Nyolc döntőst hordágyon vittek el. Wide, aki az elején vezette a futamot, szintén feladta, és tévesen az a hír terjedt el, hogy meghalt a kórházban. Nurmin csak a fáradtság enyhébb jelei mutatkoztak miután Ritola előtt közel másfél perccel elsőként ért célba. Úgy tűnt, hogy Finnország csapata elveszti az aranyérmet, mivel Liimatainen betámolygott a stadionba, de alig haladt előre. Egy előtte futó atléta a cél előtt elájult, és Liimatainen megállt, és megpróbált kijutni a pályáról, mert azt hitte, hogy már célba ért. A nézők hosszas kiabálása után felismerte a helyzetet, a jó irányba fordult, és tizenkettediknek ért célba biztosítva a finn csapatnak az aranyérmet. A jelenlevőket megrázták az események, és az olimpiai szervezők elhatározták, hogy a mezei futást kiveszik az olimpiai sportágak közül.
A következő napon, a 3000 méteres csapatfutásban Nurmi és Ritola végzett az első két helyen, míg Elias Katz ötödik lett, így a finn csapat aranyérmet szerzett. Nurmi öt versenyszámban öt aranyérmet szerzett, de keserű szájízzel távozott, mivel a finn hivatalos személyek a sztárfutóknak osztották a futamokat, így nem tudta megvédeni olimpiai címét 10 000 méteren, vagyis azon a távon, amit a legjobban kedvelt. Visszatérve Finnországba Nurmi világcsúcsot javított 10 000 méteren, ami közel 13 évig maradt érvényben. Ekkor egyidejűleg tartotta az 1500 méteres, az egy mérföldes, 3000 méteres, 5000 méteres és 10 000 méteres síkfutás világcsúcsát.

### Amerikai turné és 1928, Amszterdam

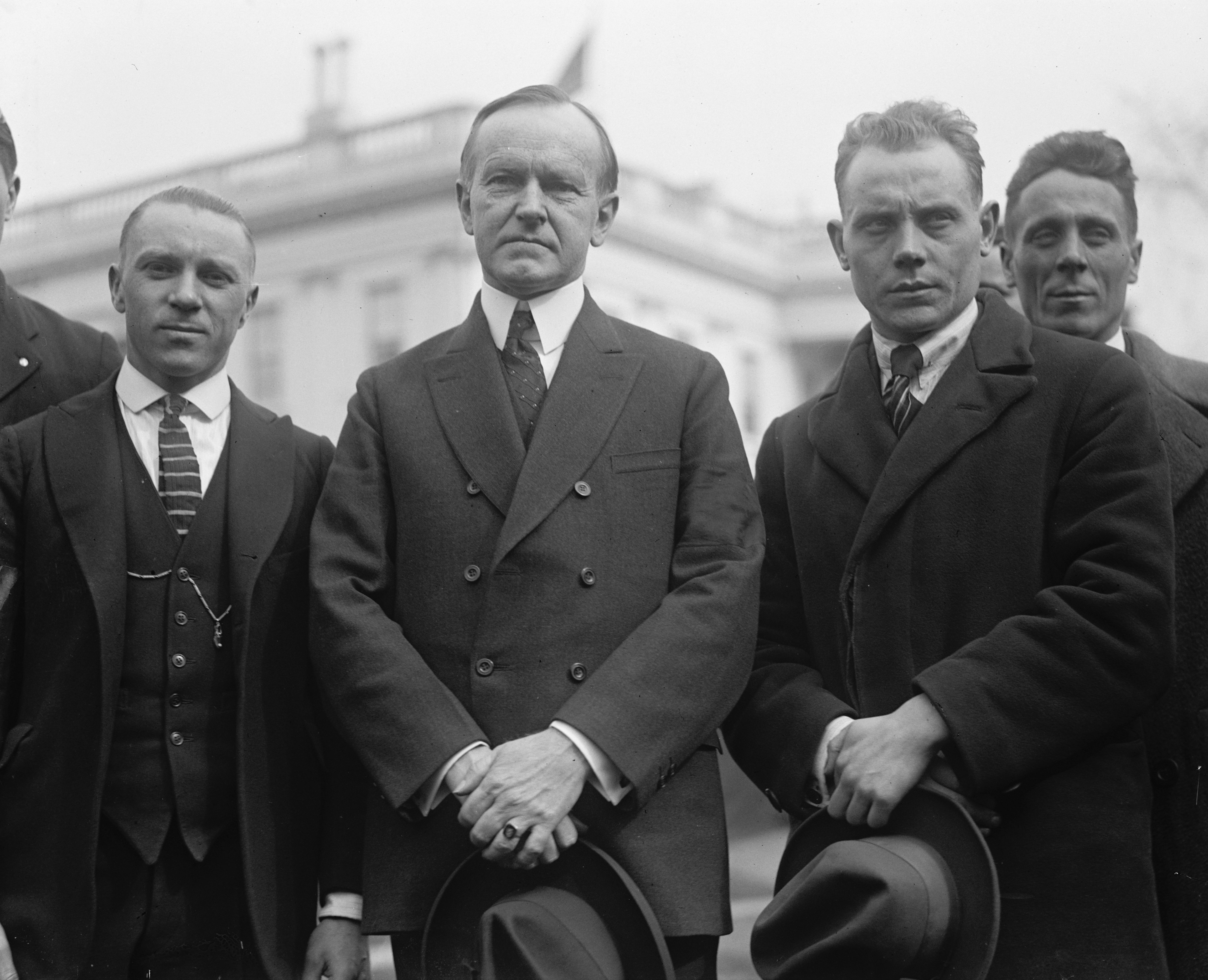
Nurmi és Calvin Coolidge elnök, 1925

1925-ben Nurmi egy széles körben reklámozott turnéra indult az Amerikai Egyesült Államokba. Öt hónap alatt 55 versenyen vett részt (ebből 45 fedett pályás), amelyek közül az elsőt január 6-án tartották a Madison Square Gardenben. Nurmi egy mérföldön legyőzte Joie Rayt és Lloyd Hahn t, 5000 méteren Ritolát, és új világcsúcsot állított fel mindkét távon. Nurmi további tíz fedett pályás világcsúcsot döntött meg szabályos versenyeken, és számos legjobb időt ért el a ritkább távokon. 51 versenyen nyert, egyet feladott és három versenyen vesztett. Az utolsó versenyén a Yankee Stadionban második lett a fél mérföldes távon az amerikai Alan Helffrich mögött. Helffrich győzelme véget vetett Nurmi 121 versenyből álló, négy éven át tartó veretlenségi sorozatának a 800 méter feletti távokon. Noha mindennél jobban gyűlölt veszteni Nurmi elsőként gratulált Helffrichnek. A turné rendkívül népszerűvé tette Nurmit az Amerikai Egyesült Államokban, és találkozhatott Calvin Coolidge elnökkel a Fehér Házban. Nurmi elhagyta Amerikát, attól félve, hogy túl sokat versenyzett, és kiégette magát.
Nurmi azon küzdött, hogy a reuma és Achilles-ín ellenére ne veszítse el a motivációját a futáshoz. 1926-ban kilépett műszaki rajzolói állásából, és üzleti tanulmányokba kezdett. Amikor részvénykereskedőként új pályára lépett, a pénzügyi tanácsadói között ott volt Risto Ryti, a finn jegybank igazgatója. 1926-ban Nurmi megdöntötte Wide világrekordját 3000 méteren Berlinben, utána Stockholmban javított az eredményén, annak ellenére, hogy Nils Eklöf ismételten megpróbálta lelassítani, hogy Wide-ot segítse. Nurmi dühös volt a svédekre, és megfogadta, hogy soha többet nem áll ki Eklöf ellen. 1926. októberben vesztett egy 1500 méteres futamban a német Otto Peltzerrel szemben, és a világcsúcsát is megdöntötték. Első ízben történt több mint öt év és 133 verseny során, hogy Nurmit legyőzték egy 1000 méter feletti távon. 1927-ben Nurmit a finn vezetők felfüggesztették, mert nem volt hajlandó Eklöf ellen versenyezni a finn-svéd nemzetközi atlétikai versenyen, és lemondták a Peltzer elleni visszavágót. Nurmi befejezte az évadot, és november végén azzal fenyegetőzött, hogy nem vesz részt az 1928. évi nyári olimpiai játékokon. Az 1928-as olimpiára való válogatás során Nurmi harmadik lett 1500 méteren az utóbb arany- illetve bronzérmet szerző Harri Larva és Eino Purje mögött, és elhatározta, hogy a hosszabb távokra koncentrál. A programjába felvette az akadályfutást is, noha korábban csak kétszer versenyzett ebben a számban, legutoljára 1922-ben győzött két mérföldes akadályfutásban a brit bajnokságon.
Az 1928-as olimpiai játékokon Amszterdamban Nurmi három versenyszámban indult. Végig Ritola mögött futva és a célegyenesben előzve megnyerte a 10 000 méteres síkfutást. Az 5000 méteres síkfutás döntője előtt Nurmi átkozta magát a 3000 méteres akadályfutás selejtezője miatt, ahol a hátára esett a vízen átugrásnál, és meghúzódott a csípője és a lába. Lucien Duquesne megállt, hogy felsegítse, amit Nurmi úgy köszönt meg, hogy átengedte neki a győzelmet, amit Duquesne köszönettel elutasított. 5000 méteren Nurmi megpróbálta megismételni ugyanazt a taktikát Ritola ellen, de csapattársa elhúzódott. Nurmi, aki sokkal fáradtabbnak nézett ki, mint előtte bármikor, alig tudta lehagyni Wide-ot és megszerezni az ezüstérmet. Nem sok ideje maradt a sérülések gyógyítására vagy kipihenésére, mert következő napon kezdődött a 3000 méteres akadályfutás. Míg Nurmi az akadályokkal küzdött, Finnország akadályfutó-specialistája, Toivo Loukola előnyt szerzett. A legutolsó körben Nurmi kiugrott a többiek közül, és kilenc másodperccel végzett a világcsúcsot döntő Loukola mögött; Nurmi eredménye is jobb volt, mint az előző rekord.

### Hosszabb távok

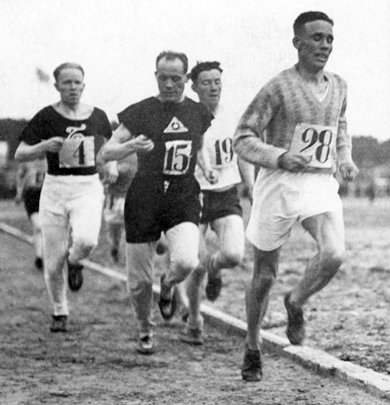
Nurmi ellenőrzi stopperóráját, 1928

Nurmi azt nyilatkozta egy svéd újságnak, hogy "ez a legeslegutolsó szezonom a pályán. Kezdek öregedni. Tizenöt évig versenyeztem, és elegem van belőle." Ennek ellenére Nurmi folytatta a futást, és a hosszabb távok felé fordult. Októberben világcsúcsot döntött 15 kilométeren, 10 mérföldön, és az egy órás futásban Berlinben. Nurmi csúcsa az egy órás futásban 17 évig marad érvényben, egészen 1945-ig, amikor Viljo Heino 129 méterrel többet futott. 1929-ben Nurmi másodszorra is amerikai turnéra indult, ami Brooklynban kezdődött. Első alkalommal szenvedett vereséget egy mérföldön Ray Congertől a Wanamaker Mile-ban tartott fedettpályás versenyen, ahol hét másodperccel volt lassabb a saját világcsúcsánál, és rögtön találgatások indultak arról, hogy az egy mérföldes táv már túl rövid neki. 1930-ban új világcsúcsot állított fel 20 kilométeren. 1931 júliusban Nurmi győzelmet aratott a már ritkának számító két mérföldes távon Lauri Lehtinen, Lauri Virtanen és Volmari Iso-Hollo felett, és megjavította a világcsúcsot, megmutatva ezzel, hogy bírja az ütemet rövidebb távon is. Ő volt az első futó, aki kilenc perc alatt teljesítette a távot. Nurmi azt tervezte, hogy az 1932. évi nyári olimpiai játékokon Los Angelesben csak 10000 méteren és a maratoni futásban indul, azzal indokolva, hogy kihagyja az 5000 méteres futást, hogy Finnországnak legalább három kiváló versenyzője van ebben a számban.
1932. áprilisban a Nemzetközi Atlétikai Szövetség (IAAF) felfüggesztette Nurmit a nemzetközi versenyzéstől, folyamatba téve egy vizsgálatot a Finn Atlétikai Szövetségnél az amatőr státusz elvesztése miatt. A finn szövetség kritizálta az IAAF-et, hogy meghallgatás nélkül döntött, de egyetértett a vizsgálat megindításával. Az IAAF rendszerint elfogadta a nemzeti hatóság döntését, és az Associated Press azt írta, hogy "alig kétséges, hogy amennyiben a finn szövetség felmenti Nurmit a nemzetközi testület kérdés nélkül elfogadja ezt a döntést." Egy héttel később a Finn Atlétikai Szövetség Nurmi javára döntött, mivel nem találtak bizonyítékot a professzionalizmus vádjára. Nurmi remélte, hogy a felfüggesztését időben feloldják ahhoz, hogy részt tudjon venni az olimpiai játékokon.

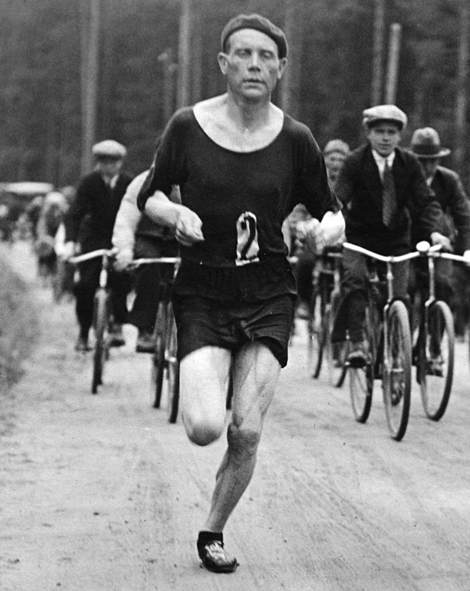
Nurmi az egyetlen maratoni versenyén

1932. június 26-án Nurmi elindult első maratoni versenyén az olimpiai válogatáson. Egy csöpp folyadék nélkül futott a régi stílusú rövid maratoni távon (40,2 kilométer), és 2:22:03,8 alatt végzett, kevéssel Albert Michelsen 2:29:01,8-as világcsúcsa alatt. Armas Toivonent, a későbbi olimpiai bronzérmest hat perccel előzte meg. Nurmi ideje a rövid maraton nem hivatalos világcsúcsa lett. Megnyugodva, hogy eleget tett, Nurmi leállt a versenyzéssel az Achilles-ínnal kapcsolatos problémái miatt. A Finn Olimpiai Bizottság benevezte Nurmit mind a 10000 méteres, mint a maratoni futásra. A The Guardian szerint az általa a válogatón futott idők "majdnem hihetetlenek." Nurmi sérülései ellenére folytatta az edzéseket Los Angelesben az olimpiai faluban. Nurmi arra vágyott, hogy a pályafutását a maratoni futásban szerzett olimpiai arannyal fejezze be, ugyanúgy, mint Kolehmainen tette röviddel az első világháború kitörése előtt.

### 1932, Los Angeles és pályafutásának vége
Kevesebb mint három nappal a 10000 méteres futás előtt az IAAF hét tagból álló bizottsága elutasította a finn érvelést, és eltiltotta Nurmit a Los Angelesben való versenyzéstől. Sigfrid Edström, az IAAF elnöke és a végrehajtó bizottság elnöke kijenletette, hogy az IAAF következő napon kezdődő teljes kongresszusa sem tudja Nurmit visszahozni az olimpiára, de áttekintik az ügy szakaszait és politikai vonatkozásait. Az AP a "legravaszabb politikai manővernek" nevezte a döntést a nemzetközi atlétika történetében, és azt írta, hogy az olimpiai játékok olyan lesz, mint a Hamlet a híres dán főszereplő nélkül." A döntés ellen ezrek tüntettek Helsinkiben. Az ügy részleteit nem adták ki a sajtónak, de úgy tartják, hogy a Nurmi elleni bizonyíték német versenyszervezők eskü alatt tett vallomása volt, amely szerint Nurmi versenyenként 250–500 dollárt kapott, amikor 1931 őszén Németországban versenyzett. Az állításokat Karl Ritter von Halt tette, miután Edström egyre fenyegetőbb leveleket küldött neki azzal, hogy amennyiben nem szolgáltat bizonyítékot Nurmi ellen, kénytelen lesz szigorú intézkedéseket hozni a Német Atlétikai Szövetség ellen.
A maratoni futás előestéjén a verseny összes résztvevője – a finnek kivételével, akiknek az álláspontja ismert volt – egy petíciót írt alá, amelyben Nurmi indulásának engedélyezését kérték. Edström jobbkeze, Bo Ekelund, az IAAF főtitkára és a Svéd Atlétikai Szövetség elnöke azt közölte a finn sporttisztviselőkkel, hogy el tudná intézni Nurmi versenyen kívüli indulását a maratonon. A finn küldöttség azonban fenntartotta azt az álláspontját, hogy ha Nurmit nem nyilvánítják profinak, akkor joga van hivatalosan is részt venni a versenyen. Noha két héttel korábban az Achilles-ín húzódásával diagnosztizálták, Nurmi azt nyilatkozta, hogy öt perccel nyerné a versenyt. A kongresszus anélkül zárult, hogy Nurmit profinak nyilvánították volna, de 13–12 arányban fenntartották a tanács jogát arra, hogy felfüggesszen egy sportolót. A szoros szavazati arány miatt azonban az ügyet elhalasztották az 1934-es stockholmi ülésig. A finnek azzal vádolták a svédeket, hogy fondorlatos trükköket vetettek be Nurmi amatőr státusza ellen, és minden kapcsolatot megszakítottak Svédországgal az atlétika területén. Az üggyel kapcsolatos viták miatt Finnország már előző évben lemondta részvételét a finn-svéd nemzetközi atlétikai versenyen. Nurmi felfüggesztése után Finnország egészen 1939-ig nem tért vissza a rendezvényre.
Nurmi visszautasította, hogy profivá váljon, és amatőrként folytatta a versenyzést Finnországban. 1933-ban három év után újra 1500 méteren versenyzett, és bajnoki címet szerzett, legjobb eredményét futva 1926 óta. Az 1934. augusztusában tartott IAAF értekezleten Finnország két javaslatot tett, amelyeket nem fogadtak el. A tanács ekkor előhozta azt a döntést, ami feljogosította az atléták felfüggesztésére abban az esetben, ha megszegték az IAAF amatőrségre vonatkozó szabályait. 12-5 szavazati aránnyal és több tartózkodással Nurmi felfüggesztése az amatőr atlétikában véglegessé vált. Kevesebb mint három hét múlva, 1934. szeptember 16-án Nurmi Viipuriban győzött a 10000 méteres futásban, és visszavonult. Ebben a számban a pályafutása csúcsát jelentő 14 évben nem talált legyőzőre. Terepfutásban a győzelmi sorozata 19 évig tartott.

## Sportpályafutása után

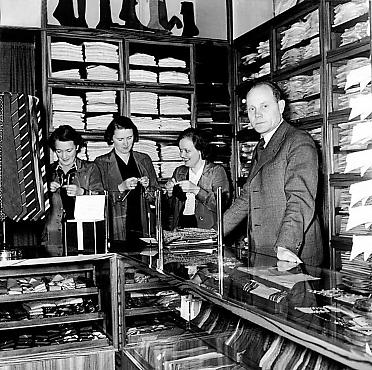
Nurmi a boltjában, 1939

Sportpályafutása alatt Nurmi titokban tartotta az edzési módszereit. Mindig egyedül futott, és ha valaki csatlakozni mert hozzá, addig gyorsított, amíg kifárasztotta. Még klubtársa, Harri Larva is keveset tanult tőle. A pályafutása befejezésa után Nurmi edző lett a Finn Atlétikai Szövetségnél, és ő készítette fel a futókat az 1936. évi nyári olimpiai játékokra. 1935-ben Nurmi és a teljes igazgatóság kilépett a szövetségből, amikor 40-38 arányban eldöntötték az atlétikai kapcsolatok újraindítását Svédországgal. Ennek ellenére, három hónap múlva Nurmi visszatért az edzőséghez, és a berlini olimpiai játékokon a finn hosszútávfutók három arany-, három ezüst- és egy bronzérmet szereztek. 1936-ban Nurmi egy férfiruha-boltot nyitott Helsinkiben. A bolt turisztikai célponttá vált, és Emil Zátopek is azok között volt, akik ellátogattak a boltba a Nurmival való találkozás reményében. Nurmi a bolt hátsó helyiségében töltötte idejét, és egy új területen, az építkezésben indított vállalkozást. Vállalkozóként Nurmi negyven lakótömböt épített Helsinkiben, tömbönként mintegy száz lakással. Öt éven belül milliomos lett. Leghevesebb ellenfele, Ritola Nurmi egyik lakásában lakott féláron. Nurmi a tőzsdén is vagyont szerzett, és utóbb Finnország egyik leggazdagabb emberévé vált.
1940. februárban, a Finnország és Szovjetunió közötti téli háború alatt Nurmi visszatért az Egyesült Államokba védencével, Taisto Mäkival, aki elsőként ért el 30 perc alatti eredményt 10000 méteren, hogy forrásokat és támogatást gyűjtsön a finn ügy érdekében. A gyűjtőkampányt Herbert Hoover korábbi elnök irányította, aki a két futót a "legnagyobb sportnemzet nagykövetei"nek nevezte. Nurmi San Franciscói tartózkodása alatt kapta a hírt, hogy tanítványai közül az olimpiat bajnok Gunnar Höckert hősi halált halt. Nurmi április végén visszatért Finnországba, és a folytatólagos háborúban egy fuvarozó csoportnál, illetve katonai kiképzőként dolgozott. Mielőtt 1942. januárban leszerelték volna, Nurmit tiszthelyettessé léptették elő (először törzsőrmester ylikersantti, majd főtörzsőrmester vääpeli lett).

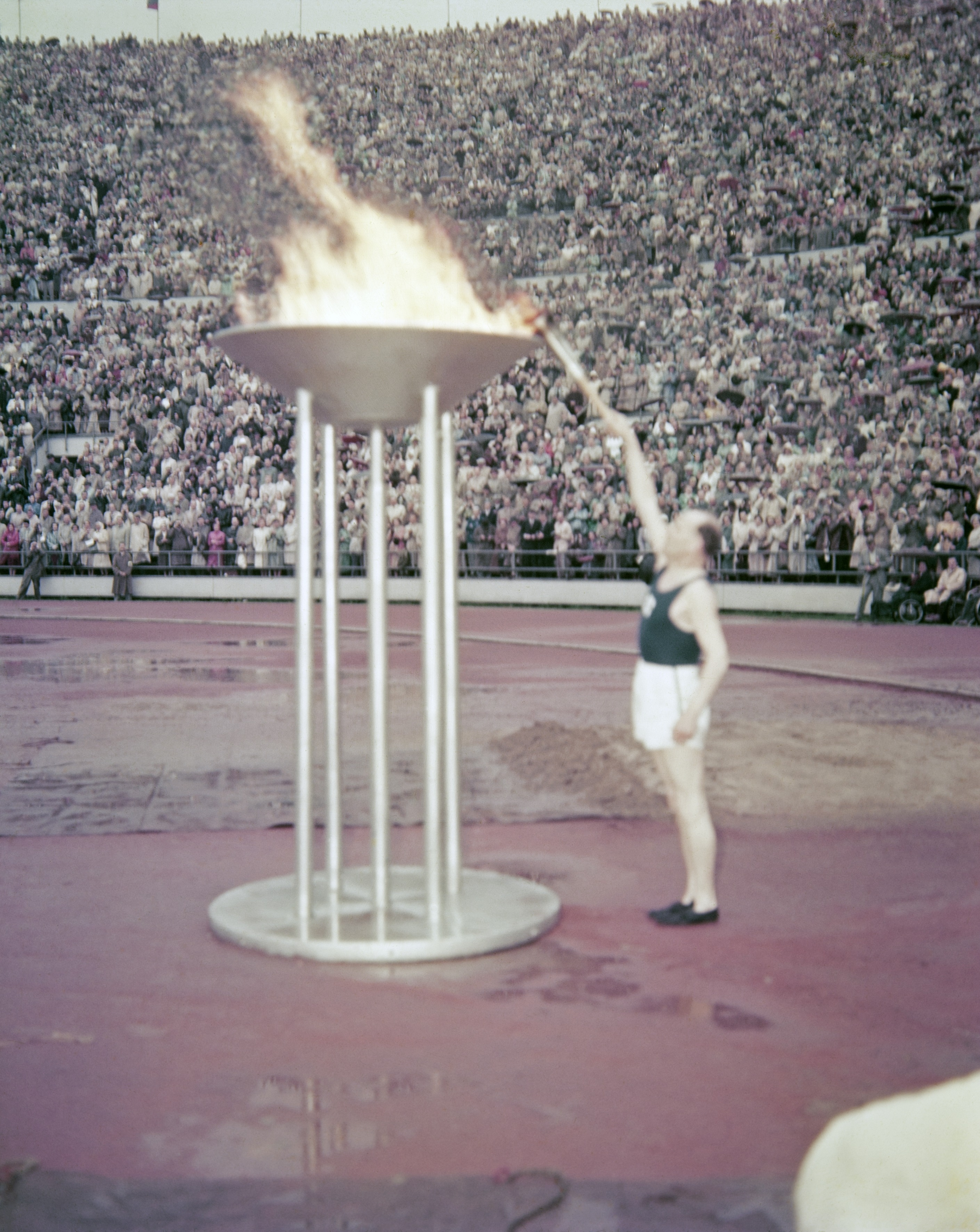
Nurmi meggyújtja az olimpiai lángot

1952-ben Urho Kekkonen miniszterelnök, a Finn Atlétikai Szövetség korábbi elnöke meggyőzte Nurmit, hogy ő vigye be az olimpiai lángot a helsinki Olimpiai Stadionba az 1952. évi nyári olimpiai játékok alkalmából. Miután meggyújtotta a lángot a tálban, Nurmi átadta a fáklyát példaképének, Kolehmainennek, aki meggyújtotta a jelzőfényt a toronyban.
Nurmi úgy érezte, hogy atlétaként túl sok, üzletemberként túl kevés tekintélyt szerzett, de soha nem szűnt meg érdeklődni a futás iránt. Néhány alkalommal maga is visszatért a pályára. 1946-ban régi vetélytársával, Edvin Wide-dal került szembe Stockholmban a görög polgárháború áldozatai javára szervezett jótékonysági versenyen. Utolsó alkalommal 1966. február 18-án futott a Madison Square Gardenben, ahova a New York Athletic Club meghívására érkezett. 1962-ben Nurmi azt jósolta, hogy a jóléti államok küzdeni fognak a hosszútávfutásban: "Minél magasabb az életszínvonal egy országban, annál gyakrabban ér el gyengébb eredményt azokban a versenyszámokban, amelyek munkát és törődést igényelnek. Figyelmeztetni szeretném az új nemzedéket: 'Ne engedjétek, hogy ez a kényelmes élet lustává tegyen. Ne engedjétek, hogy az új közlekedési eszközök kiöljék belőletek a fizikai erőkifejtés ösztönét. Túl sok fiatal szokja meg, hogy a legrövidebb távolságokra is autóval menjen.'" 1966-ban 300 sporttisztviselő előtt kritizálta a finnországi hosszútávfutás állapotát. Nurmi megélte a finn futás újjáéledését az 1970-es években, amelyet olyan atléták vezettek, mint az 1972-es olimpiai bajnokok, Lasse Virén és Pekka Vasala. Elismeréssel illette Virén futóstílusát, és Vasalának azt tanácsolta, hogy figyeljen Kipchoge Keinóra.
Ugyan elfogadott egy meghívást Lyndon B. Johnson elnöktől, hogy 1964-ben újra ellátogasson a Fehér Házba, Nurmi elég visszavonult életet élt az 1960-as évek végéig, amikor néhány interjút adott. 70. születésnapján Nurmi beleegyezett, hogy interjút ad a finnországi közmédiának (Yle), de csak azért, mert megtudta, hogy Kekkonen elnök lesz a riporter. Egészségi gondokkal küzdve, legalább egy szívrohamon és egy stroke-on túl, gyengülő látással Nurmi keserűen beszélt a sportról, amelyet időpazarlásnak nevezett a művészethez és tudományhoz képest. 1973-ban hunyt el, és állami temetésben részesült. Kekkonen részt vett a temetésen, és elismerő szavakat mondott Nurmiról. Nurmi kérésére, aki szerette a klasszikus zenét, és maga is hegedült, a szertartás alatt Konsta Jylhä Vaiennut viulu (Az elnémult hegedű) című darabját játszották. Nurmi utolsó rekordja 1996-ban dőlt meg; az 1925-ben fedett pályán 2000 méteren elért világcsúcsa finn országos csúcsként 71 évig tartott.

## Magánélete és személyisége
Nurmi 1932 és 1935 között Sylvi Laaksonennel élt házasságban. Laaksonen, akit nem érdekelt az atlétika, ellenezte, hogy Nurmi futót neveljen újszülött fiukból, Mattiból, és 1933-ban azt nyilatkozta az Associated Pressnek, hogy "az atlétikára koncentrálása végül arra kényszerített, hogy elmenjek a bíróságra a válás miatt." Matti Nurmi utóbb középtávfutó lett, majd "self-made" üzletember. Nurmi és fiának kapcsolata bonyolult volt. Matti inkább az üzletembert, semmint az atlétát csodálta az apjában, és ők ketten soha nem beszélgettek Nurmi futókarrierjéről. Futóként Matti a legjobb eredményét 3000 méteren érte el, ahol apjával azonos időt futott. Az 1957. július 11-i híres futamon, ahol a "három Olavi" (Salsola, Salonen és Vuorisalo) világcsúcsot döntött 1500 méteren, Matti Nurmi egyéni csúccsal kilencedik lett, 2,2 másodperccel rosszabb eredménnyel apja 1924-es világcsúcsánál.
Maila Nurmi hollywoodi színésznőt Paavo Nurmi unokahúgának tartják, de erre nézve nincs hivatalos bizonyíték.
Nurmi kedvelte a finn sportmasszázs és szauna hagyományát, és a finn szaunának tulajdonította az 1924-es párizsi hőhullám idején elért eredményeit. Változatosan étkezett, noha 15 és 21 éves kora között vegetariánus volt. Nurmit hallgatagnak, faarcúnak és makacsnak ismerték. Úgy vélték, hogy nincsenek közeli barátai, de alkalmanként részt vett a társasági életben, és ismerősei között kimutatta szarkasztikus humorát. A sajtó pályája csúcsán a világ legjobb sportolójának kiáltotta ki, de Nurmi a reklám és a média ellen volt, és 75. születésnapján azt nyilatkozta, hogy "a világhír és a hírnév kevesebbet ér egy rothadt vörösáfonyánál." Gabriel Hanot francia újságíró 1924-ben azt írta róla, hogy "annyi hidegség és önkontroll van benne, hogy soha egy pillanatig sem mutatja ki érzelmeit." Néhány finn kortársától a Suuri vaikenija (A nagy hallgatag) nevet kapta, és Ron Clarke megjegyezte, hogy Nurmi személye még a finn futók és újságírók számára is rejtély maradt: "Titokzatos, szfinx-szerű, felhők közötti isten. Olyan volt, mintha mindig szerepet játszott volna egy színdarabban."
Nurmi inkább szóba állt futótársaival, mint a sajtóval. Eszmét cserélt Charley Paddock sprinterrel, és együtt edzett riválisával, Otto Peltzerrel. Nurmi azt tanácsolta Peltzernek, hogy felejtse el ellenfeleit: "Egy atléta számára az a legnagyobb kihívás, hogy saját magát győzze le." Nurmi arról volt ismert, hogy a lelkierő fontosságát hangsúlyozta: "Az elme minden; az izom csak gumidarab. Minden, ami vagyok, az elmém miatt van." Peltzernek az volt a véleménye Nurmi viselkedéséről a futópályán, hogy "áthatolhatatlanságában Buddhaként siklott a pályán. Stopperórával a kezében, kört kör után futva a cél felé, csak a matematika törvényei vonatkoztak rá." Johnny Kelley maratoni futó, aki először a berlini olimpiai játékokon találkozott bálványával, azt mondta, hogy Nurmi eleinte hidegnek tűnt, aztán egy darabig beszélgettek, aztán amikor megkérdezte a nevét, teljesen izgalomba jött.
Nurmi sebessége és nehezen megfogható egyénisége miatt olyan neveket kapott mint a "fantom finn", a "futók királya" és "páratlan Paavo", míg az a szokása, hogy stopperórával a kezében futott, oda vezetett, hogy a sajtóban futógépként jellemezték. Egy újságíró szerint Nurmi "mechanikus Frankenstein, akit az idő megsemmisítésére alkottak."

## Hagyatéka

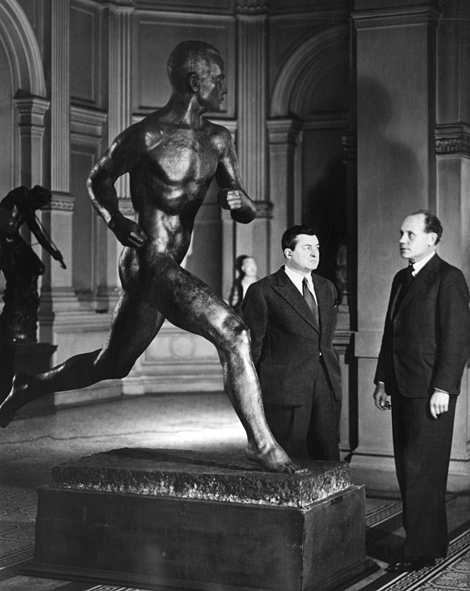
Nurmi, Wäinö Aaltonen és Nurmi szobra az Ateneumban

Nurmi 22-szer javított hivatalos világcsúcsot az 1500 méter és 20 kilométer közötti távokon; ez rekord a futásban. Ezen felül további 58 nem hivatalos világcsúcsot is felállított. Az összes fedett pályán elért világcsúcsa nem hivatalos, mivel az IIAF csak az 1980-as években kezdte el a fedett pályás rekordok hitelesítését. Nurmival azonos számú olimpiai aranyérmet először Larisza Latinyina tornász ért el 1964-ben, Mark Spitz úszó 1972-ben és Carl Lewis futó 1996-ban, és csak 2008-ban szárnyalta túl Michael Phelps úszó. Nurmi összes olimpiai érmének száma szinten rekord volt 1960-ig, amikor Edoardo Mangiarotti vívásban 13 érmet szerzett. 1996-ban a Time magazin minden idők legnagyobb olimpikonjának választotta Nurmit, és az IAAF beválasztotta az első tizenkét atléta közé, akik helyet kaptak az IAAF Hall of Fame-ben 2012-ben.
Nurmi bevezette a futásba az "egyenletes ütem" stratégiáját, stopperórával ellenőrizve magát és energiáját egyenletesen elosztva a táv egészén. Úgy magyarázta, hogy "amikor az idő ellen versenyzel, nem kell sprintelned. A többiek nem tudják tartani az iramot, ha állandóan kemény az egész pályán." Archie Macpherson szerint "stopperórájával a kezébe az erőfeszítés intelligens alkalmazásának új szintjére emelte az atlétikát, és a modern tudományosan felkészített atléta előfutára volt." Nurmit úttörőnek tekintik az edzés tekintetében is; egy olyan egész éves rendszeres edzésprogramot dolgozott ki, amely egyaránt tartalmazott hosszútávfutást és intervallum edzést. Peter Lovesey The Kings of Distance: A Study of Five Great Runners című művében azt írta, hogy "Nurmi felgyorsította a világcsúcsok folyamatát; kialakította és megszemélyesítette a futás analitikus megközelítését; és mély hatást gyakorolt nem csak Finnországban, hanem az egész atlétikai világban. Nurmit, stílusát, technikáját és taktikáját csalhatatlannak tartották, és tényleg így lehetett, mert sikeres finn utánzói folyamatosan javították a csúcsokat."
Nurmi eredményei és edzésmódszere több generáció futósztárját megihlették. Emil Zátopek gyermekként edzés közben azt énekelte, hogy "Én vagyok Nurmi! Én vagyok Nurmi!", és edzésrendszerét arra alapozta, amit sikerült megtudnia Nurmi módszeréről. Lasse Virén bálványozta Nurmit, és aznapra volt megbeszélve első találkozásuk, amikor Nurmi meghalt. Hisám el-Gerúzs futó akart lenni, hogy "megismételje annak a teljesítményét, akiről a nagyapja annyit mesélt." Ő lett az első, aki meg tudta ismételni Nurmi után, hogy ugyanazon a versenyen megnyerje az 1500 és 5000 méteres futást. Nurmi hatása sokkal messzebb nyúlt az olimpiai aréna futópályájánál. Az 1928-as olimpiai játékokon a költészeti verseny aranyérmét Kazimierz Wierzyński nyerte Olimpiai babér című költeményével, amelyben egy versszak Nurmiról szólt.

## Emlékezete

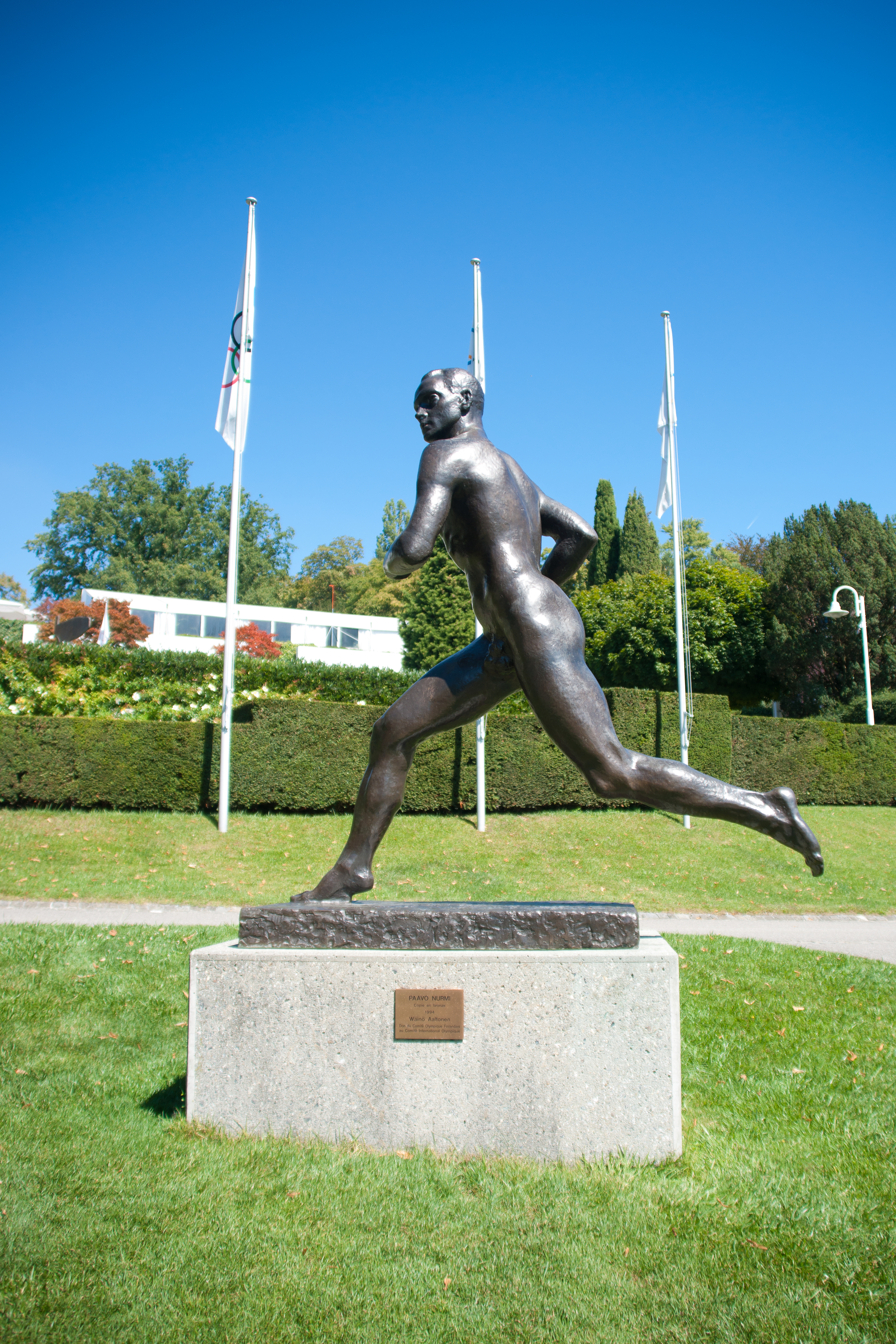
Nurmi szobra Lausanne-ban

Az 1924-es olimpiai játékok után az ország leghíresebb szobrásza, Wäinö Aaltonen szobrot készített róla a finn kormány megbízásából. 1952-ben a szobor eredeti öntőformáját használva két másolat készült: az egyiket a Helsinki Olimpiai Stadion előtt, a másikat Nurmi szülővárosában, Turkuban állították fel. 1983-ban az eredeti szobrot, amelyet sokáig a Nemzeti Szépművészeti Múzeumban őriztek, a Jyväskyläi Egyetem testnevelési karának épülete elé helyezték el. 1994-ben újabb másolat készült, amelyet a Nemzetközi Olimpiai Bizottság Múzeumának parkjába küldtek, Lausanne-ba. További Nurmi-szobrokat készített Renée Sintenis 1926-ban és Carl Eldh 1937-ben; utóbbi Nurmi és Edvin Wide csatáját örökíti meg.
Több érmet és bélyeget bocsátottak ki tiszteletére, utcákat neveztek el róla és 1939 óta egy kisbolygó is viseli nevét. 1969-ben a Finnair Paavo Nurminak nevezte el első DC-8-asát. 1987-ben a finn nemzeti bank egy tízmárkás pénzjegyet bocsátott ki, amelynek egyik oldalán Paavo Nurmi, másik oldalán az olimpiai stadion szerepelt.
1969 óta rendezik meg a Paavo Nurmi Maratont Wisconsinban, és 1992 óta egy azonos nevű versenyt Turkuban. A Finlandia University, egy finn gyökerekkel rendelkező amerikai intézmény Nurmiról nevezte el atlétikai központját. 1997-ben egy turkui stadiont neveztek át a tiszteletére.
Nurmi szerepel William Goldman 1974-ben megjelent Marathon Man című regényében. A Nurmiról szóló operát, melynek szövegét Paavo Haavikko, zenéjét Tuomas Kantelinen szerezte, a helsinki olimpiai stadionban mutatták be 2000-ben. A Simpson család egy 2005-ös epizódjában Mr. Brags azzal henceg, hogy egyszer motorbiciklivel lehagyta Nurmit.
Paavo Nurmi portréja szerepelt a finn márka 1986-ban kibocsájtott, Erik Bruun (1926- ) tervezte szériájának 10 márkás címletén.

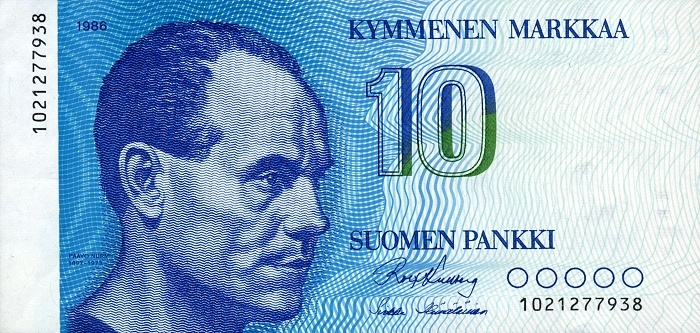
1986-os szériájú finn 10 márkás bankjegy előoldala Paavo Nurmi portréjával

## Olimpiai helyezések
- Antwerpen, 1920:
  - aranyérem – 10 000 m hosszútávfutás
  - aranyérem – 8000 m terepfutás (egyéni)
  - aranyérem – 8000 m terepfutás (csapat)
  - ezüstérem – 5000 m hosszútávfutás
- Párizs, 1924:
  - aranyérem – 1500 m
  - aranyérem – 5000 m hosszútávfutás
  - aranyérem – 5000 m terepfutás (egyéni)
  - aranyérem – 5000 m terepfutás (csapat)
  - aranyérem – 3000 m (csapat)
- Amszterdam, 1928:
  - aranyérem – 10 000 m hosszútávfutás
  - ezüstérem – 5000 m hosszútávfutás
  - ezüstérem – 3000 m akadályfutás

## Fordítás
Ez a szócikk részben vagy egészben  a   Paavo Nurmi című angol Wikipédia-szócikk ezen változatának fordításán alapul.  Az eredeti cikk szerkesztőit annak laptörténete sorolja fel. Ez a jelzés csupán a megfogalmazás eredetét és a szerzői jogokat jelzi, nem szolgál a cikkben szereplő információk forrásmegjelöléseként.